# 小林一三 (政治家)
小林 一三（こばやし かずみ、1936年〈昭和11年〉1月4日 - ）は、日本の政治家。元新潟県新津市長（3期）。

## 来歴
新潟県中蒲原郡新津町出身。1958年、新潟大学農学部卒。卒業後は国家公務員試験に合格し、建設省に入る予定だったが、事情により建設省が新潟県庁へ推薦したため、新潟県庁に入ることになった。土木部砂防課長、上越、新潟の各土木事務所長、土木部都市整備局長などを歴任した。
1991年、新潟県庁を退職し、新津市長選挙に立候補し、当選する。以来3期務める。3期目途中の2000年に新潟県知事選挙に立候補するが落選した。2003年の第43回衆議院議員総選挙において自由民主党から比例北陸信越ブロックで立候補するが落選した。2004年の新潟県知事選挙に再び立候補するが落選した。
- 2000年10月22日

※当日有権者数：1,960,148人 最終投票率：63.59%（前回比：-5.69pts）
| 候補者名 | 年齢 | 所属党派 | 新旧別 | 得票数    | 得票率 | 推薦・支持                             |
| -------- | ---- | -------- | ------ | --------- | ------ | -------------------------------------- |
| 平山征夫 | 56   | 無所属   | 現     | 691,849票 | 55.51% | 自民党、民主党、公明党、自由党、社民党 |
| 小林一三 | 64   | 無所属   | 新     | 447,089票 | 35.87% |                                        |
| 富樫昭次 |      | 無所属   | 新     | 97,932票  | 7.86%  | 共産党                                 |

- 2004年10月17日

※当日有権者数：1,972,144人 最終投票率：53.88%（前回比：-9.71pts）
| 候補者名 | 年齢 | 所属党派 | 新旧別 | 得票数    | 得票率 | 推薦・支持             |
| -------- | ---- | -------- | ------ | --------- | ------ | ---------------------- |
| 泉田裕彦 | 42   | 無所属   | 新     | 344,904票 | 32.46% | 自民党、公明党         |
| 多賀秀敏 | 54   | 無所属   | 新     | 299,145票 | 28.15% | 社民党、民主党新潟県連 |
| 小林一三 | 68   | 無所属   | 新     | 198,675票 | 18.70% |                        |
| 宮越馨   | 63   | 無所属   | 新     | 109,539票 | 10.53% |                        |
| 川俣幸雄 | 49   | 無所属   | 新     | 46,207票  | 4.35%  | 共産党                 |
| 伊藤雄二 | 39   | 無所属   | 新     | 41,626票  | 3.92%  |                        |

## 親族
- 小林一大 - 息子、自由民主党参議院議員。元新潟県議会議員[3]